# 公孫鉏 (邾國)
公孫鉏，曹姓，名鉏，春秋时期邾国的大夫。
前519年（周敬王元年、鲁昭公二十三年），邾国人在翼地（今山东省费县东）筑城，回去，准备从离姑（今山东省费县西）那条路上走，经过武城（今山东省平邑县魏庄乡）到达邾国国都（今山东省邹城市南），公孙鉏说：“鲁国将会途中抵抗我军。”就考虑从武城折回去，沿着沂蒙山路往南走。徐鉏、丘弱、茅地说认为山道低洼，下雨就出不去了。还是就取道离姑，被鲁国的武城人击败，徐鉏、丘弱、茅地被俘。